# 双港村
双港村隶属于福建省漳州市诏安县，辖双港（含青金）、肥窑两个自然村,代码为：350624104210。双港村毗邻324国道，福建最后一个交通警察检查站及反超载检查站就位于双港村。双港村靠近广东（仅相距西坑、樟朗、上营、后岭等村镇，不足8公里）。通行诏安腔闽南语，居民对于闽南语及潮汕语均认知。现人口3000余人。双港村由杂性人口组成，包括高、钟、吴、许、林、郭、叶等姓氏人口组成，其中高姓为第一大姓。记载中，双港高姓由渤海迁入，并分为三房。